# Фундин, Вильгельмина
Вильгельмина Фундин (швед. Wilhelmina Fundin, полное имя Wilhelmina Christina Fundin; 1819—1911) — шведская оперная певица.
Пела в Королевской опере Швеции без перерыва в течение 30 лет; в середине 1800-х годов считалась одним из самых талантливых исполнителей оперы.

## Биография
Родилась  12 июля 1819 года в Стокгольме в семье священнослужителя Карла Фундина (Carl Axel Fundin) и его жены Кристины Викстрём (Christina Margaretha Wikström), которая заведовала пансионатом для учеников драматической школы Dramatens elevskola в 1837—1847 годах. Когда Вильгельмине было четырнадцать лет, она познакомилась с будущей оперной певицей Женни Линд.
Вместе со своей сестрой Шарлоттой, Вильгельмина поступила в 1833 году в школу Королевской оперы, став в ней профессиональной оперной певицей в 1841 году. Когда ее подруга Женни Линд гастролировала за границей, а также после того, как она покинула Швецию, Вильгельмина взяла на себя часть её оперных ролей. Вильгельмина Фундин посетила Женни Линд в Германии во время своего немецкого тура, но, несмотря на приглашения, она отказалась посетить ее в Англии (где осталась жить Линд) из-за страха перед морским путешествием.
Фундин работала Королевской опере по 1870 года и в 1871 году ушла со сцены на заслуженный отдых. Среди ее самых  ролей известных были: Царевна ночи в «Волшебной флейте», Адальджиза в «Норме» и Леонора в опере «Алессандро Страделла».
Умерла 28 января 1911 года в Стокгольме.